# Do Phap Thuan
Đỗ Pháp Thuận (杜法順) je buddhistický učenec a mnich 10.generace školy Nam phương (Vinitaruči, vietnamsky Tỳ-ni-đa-lưu-chi). Jeho báseň Quốc tộ je dnes považována za jednu z nejstarších dochovaných literárních památek na území dnešního Vietnamu.

## Život
Đỗ Pháp Thuận (914-990) se jako malý chlapec dostal do pagody Lục Tổ (provincie Bắc Ninh), kde studoval u bonze Phù Trì. Měl schopnost předpovídat budoucnost, kterou využil po smrti císaře Đinh Toàna a pomohl k moci dynastii Raná Lê (981-1009). Závázal si tak krále Lê Đại Hànhe, který mu za tyto zásluhy nabídnul vysoký úřad, mnich však odmítl. Přesto se nadále objevoval v královském paláci a těšil se veliké úctě. Zemřel kolem roku 990 v Thăng Longu (dnes Hanoj).

## Dílo
V roce 986 byl králem pověřen, aby přivítal vyslance čínského dvora dynastie Sung Lý Giáca. V převlečení za správce hraničního přístavu (velitele řeky) se s vyslancem dal do řeči a společně složili báseň o divokých husích, která byla parafrází na báseň jiného čínského básníka a měla být důkazem vzdělanosti prostého vietnamského lidu. Po návratu do Číny složil vyslanec Lý Giác báseň, která se uvádí jako důkaz hlubokého dojmu, který na něj návštěva Vietnamu udělala.
Đỗ Pháp Thuận je autorem knihy Bồ tát hiệu sám hối văn, která se však ztratila.
Ve službách krále Lê Đại Hànhe složil pravděpodobně nejstarší dodnes zachovanou báseň vietnamské literatury - Quốc tộ (Naše země). Báseň je složena formou čínské básně š'. Quốc tộ popisuje Jižní zemi (Vietnam) jako království míru v čele s osvíceným panovníkem vládnoucím podle buddhistických a taoistických zásad.

## Báseň Quốc tộ
Quốc tộ như đằng lạc 
Nam thiên lý thái bình 
Vô vi cư đạo các 
Xứ xứ tức đao binh.
Pod plynoucími oblaky země šťastná je a pevná
Když jižní nebe se klidu a míru otevírá
V císařském paláci zavládlo ticho a nečinění
Války běsnění vystřídal klid zbraní v celé zemi.

(přeložila Kateřina Nováková)